# Andris Biedriņš
Andris Biedriņš (* 2. April 1986 in Riga, Lettische SSR, Sowjetunion) ist ein ehemaliger lettischer Basketballspieler, der zuletzt für die Utah Jazz in der National Basketball Association (NBA) aktiv war. Davor spielte er neun Jahre für die Golden State Warriors. Diese hatten ihn im NBA Draft 2004 an elfter Stelle ausgewählt.

## Karriere

### Europa
Biedriņš begann seine Profi-Karriere in der Saison 2002/03 im Alter von 16 Jahren beim lettischen Spitzenklub BK Skonto Riga. Schon bald konnte er sich dabei einen Platz in der Rotation sichern und lief in insgesamt 41 Spielen in der lettischen Liga auf, bei denen er im Schnitt 2,9 Punkte, 4,6 Rebounds und 1,32 Blocks erzielte. Zudem kam er auf eine hervorragende Trefferquote von 59,8 %. Dies reichte aus um in der lettischen Liga zum Newcomer des Jahres gewählt zu werden. In seiner zweiten Saison kam er zu 28 Ligaspielen, in denen er seine Statistiken deutlich steigern konnte (18,0 Punkte, 8,9 Rebounds, 1,3 Assists und 1,86 Blocks). Zudem lief er in elf Spielen in der FIBA Europe League auf und kam auf 18,6 Punkte, 8,2 Rebounds und 1,82 Blocks. Im Anschluss daran meldete er sich zum NBA Draft an.

### National Basketball Association
Biedriņš wurde im NBA Draft 2004 von den Golden State Warriors an elfter Stelle ausgewählt. In seiner Rookie-Saison 2004/2005 bekam er allerdings nur wenig Spielzeit und geriet oft frühzeitig in Foulprobleme (3,6 Punkte, 3,9 Rebounds, 0,8 Blocks und 2,9 Fouls in 12,8 Minuten bei 30 Einsätzen). Er war zu diesem Zeitpunkt allerdings auch der jüngste Spieler der Liga. In seinem zweiten Jahr kam er zwar immerhin schon in 68 Spielen zum Einsatz, erzielte dabei aber lediglich 3,8 Punkte, 4,2 Rebounds in 14,1 Minuten pro Spiel und wurde wegen seiner schwachen Freiwurfquote (30,6 %) veralbert. Aufgrund seiner anhaltenden Foulprobleme – in 1000 Einsatzminuten beging er 190 Fouls- hatte er bei den Fans einen schweren Stand und wurde als "The One Minute Man" bezeichnet, weil er angeblich nicht länger als 60 Sekunden ohne Foul spielen könne. In die Schlagzeilen geriet Biedriņš zudem, als er auf dem Weg zu einem Heimspiel in einen Autounfall verwickelt war, wobei sein Porsche Cayenne einen Totalschaden erlitt.
In seinem dritten Jahr war das Glück dann aber auf Biedriņš Seite, denn Cheftrainer Mike Montgomery wurde entlassen und durch den ehemaligen Cheftrainer der Dallas Mavericks Don Nelson ersetzt. Bereits nach fünf Spielen verbannte Nelson den bisherigen Starting-Center Adonal Foyle auf die Bank und ersetzte ihn durch Biedriņš, den er als „besten Big Man den ich habe“ bezeichnete. Dieser bedankte sich mit einer erstklassigen Wurfquote aus dem Feld von 62,1 % (bester in der NBA), sowie 10,3 Punkte, 9,5 Rebounds und 1,9 Blocks in 28,9 Minuten. Den endgültigen Durchbruch feierte er dann im November 2006 in einem Spiel gegen den Titelfavoriten San Antonio Spurs, welches die Warriors mit 119:111 gewannen. Im direkten Duell gegen Tim Duncan war Biedriņš zwar bei Punkten (18 vs 22) und Rebounds (15 vs 16) knapp unterlegen, kam aber auf sechs Blocks davon gleich drei in Folge im dritten Viertel gegen Tim Duncan. In dieser Saison stellte er zudem seine Karrierebestleistungen in Punkten (31 gegen Denver), Rebounds (18 gegen Charlotte), Assists (5 gegen Washington), Blocks (7 gegen Denver) und Steals (5 gegen die Los Angeles Lakers) auf. Bei der Wahl zum Most Improved Player kam er auf den fünften Platz, es gewann sein Teamkollege Monta Ellis. Die Saison 2008–09 war seine statistisch Beste. Biedriņš erzielte 11,9 Punkte und 11,2 Rebounds pro Spiel und traf dabei 57,8 % aus dem Feld. Die Jahre danach waren durch Verletzungen geprägt, so dass er nicht mehr an seine früheren Leistungen anknüpfen konnte. Seine Statistiken verschlechterte sich von Jahr zu Jahr. Die 2012–13 war seine schlechteste und letzte bei den Warriors. Er erzielte nur noch 0,5 Punkte und griff sich 2,9 Rebounds pro Spiel.
Am 10. Juli 2013 wurde er gemeinsam mit Brandon Rush und Richard Jefferson zu den Utah Jazz transferiert. Auch in Utah konnte er sich nicht in die Rotation spielen. Er absolvierte für die Jazz nur 6 Spiele, ehe er am 5. April 2014 entlassen wurde.

### Nationalmannschaft
Seit seiner Jugend ist Biedriņš zudem für die lettische Nationalmannschaft aktiv. So nahm er 2004 an der U-18 Europameisterschaft teil und kam auf 21,8 Punkte, 14,4 Rebounds, 4,4 Blocks und 3,8 Steals pro Spiel. Im Spiel gegen Frankreich traf er dort auf seinen NBA-Kollegen Johan Petro und erzielte 21 Punkte und 16 Rebounds. Auch gegen Georgien (28 Punkte, 11 Rebounds) und Italien (26 Punkte, 20 Rebounds) legte er beeindruckende Statistiken auf.

## Privat
Biedriņš is bekannt für sein soziales Engagement für unterprivilegierte Kinder in und um Oakland. Zudem besuchte er während eines Auswärtstrips in Washington verletzt aus dem Irak zurückgekehrte Soldaten.
Biedriņš hat sich die englische Sprache selbst beigebracht, während er sich im Sommer 2004 sechs Monate lang in Los Angeles auf den NBA-Draft vorbereitete.